# Wolbachia
Wolbachia là một chi vi khuẩn ký sinh trong các loài chân khớp, đặc biệt là côn trùng, cũng như một số loài giun tròn. Đây là một trong số những loài vi sinh vật ký sinh phổ biến nhất thế giới, và có lẽ là loài ký sinh sinh sản phổ biến nhất trong sinh quyển. Sự tương tác của nó với vật chủ khá phức tạp, và trong một số trường hợp đã phát triển thành kiểu cộng sinh hơn là ký sinh. Một số vật chủ không thể sinh sản, thậm chí là không thể sống sót, nếu không bị Wolbachia lây nhiễm. Một nghiên cứu chỉ ra rằng hơn 16% loài côn trùng tân nhiệt đới mang vi khuẩn thuộc loại này,
và khoảng từ 25 đến 70 phần số loài côn trùng được xác định là vật chủ tiềm năng.

## TạiViệt Nam
Loài vi khuẩn Wolbachia này có thể ức chế khả năng phát triển của virus Dengue gây bệnh sốt xuất huyết trong cơ thể muỗi. Tại Việt Nam năm 2013 đã có dự án thả 200.000 con loăng quăng trên đảo Trí Nguyên, Khánh Hòa nhằm thay thế quần thể Muỗi vằn Aedes aegypti tự nhiên bằng nhóm mới mang tác nhân sinh học Wolbachia có khả năng giảm sự lây nhiễm virus Dengue gây bệnh sốt xuất huyết trong cộng đồng. Việt Nam hiện có Dự án thay thế của quần thể muỗi Aedes aegypti mang tác nhân sinh học Wolbachia tại Việt Nam. Tên đầy đủ của dự án là "Đánh giá khả năng thay thế của quần thể muỗi Aedes aegypti mang tác nhân sinh học Wolbachia tại một phường của tỉnh Khánh Hòa". Dự án này được báo giới gọi là "Nuôi muỗi trị bệnh... sốt xuất huyết". Dự án này do Viện Vệ sinh dịch tễ trung ương chủ trì phối hợp với Viện Pasteur Nha Trang và Sở Y tế Khánh Hòa thực hiện.

### Triển khai
Đảo Trí Nguyên, thuộc phường Vĩnh Nguyên, TP. Nha Trang, tỉnh Khánh Hòa được chọn triển khai thí điểm chương trình, do đảo này nằm biệt lập với đất liền.
Viện Dịch tễ Trung ương đã cấy vi khuẩn Wolbachia (còn gọi là vi khuẩn Bỏng Ngô) vào trứng loài muỗi Aedes aegypti. Để khi nở ra, bản thân muỗi con đã mang trong mình vi khuẩn Wolbachia, có tác dụng làm ức chế khả năng truyền bệnh sốt xuất huyết.
Để thực hiện thành công dự án, các hướng dẫn viên của chương trình và người dân ở đảo Trí Nguyên đã diệt số muỗi hiện có trên đảo. Bằng cách diệt bọ gậy (lăng quăng), dùng vợt bắt muỗi... số muỗi sống trong tự nhiên của đảo chỉ còn khoảng dưới 10%. Phải làm như vậy để khi bọ gậy mang mầm vi khuẩn Wolbachia nở ra, chúng sẽ giao phối với số muỗi ít ỏi còn lại trên đảo. Tiếp đó, hơn 800 gia đình ở đảo Trí Nguyên được tiếp nhận 8.000 con bọ gậy (loăng quăng - ấu trùng do muỗi đẻ ra, từ Viện Dịch tễ Trung ương và thả trong môi trường nước đặt quanh nhà họ.
Những người thực hiện dự án hy vọng rằng sau 3 tháng số lượng muỗi mới từ lượng loăng quăng có mang vi khuẩn Wolbachia sẽ thay thế dần quần thể muỗi hiện có trên đảo. Từ đó, lớp "muỗi mới" mang vi khuẩn Wolbachia sẽ góp phần quan trọng trong việc hạn chế và đi đến chấm dứt bệnh sốt xuất huyết đang hoành hành hằng năm ở khu vực miền Trung. Trên thế giới đã có một số nước triển khai mô hình diệt muỗi gây sốt xuất huyết này và cho kết quả khả quan.

### Đánh giá
- "Đây là một phương pháp mới mà trường Đại học Úc đã triển khai ở một số quốc gia, sử dụng tác nhân sinh học kết hợp với muỗi vằn cho ra muỗi ức chế virus dengue và đã mang lại nhiều kết quả mong đợi. Vì vậy, việc triển khai dự án được hy vọng tạo ra hướng mới trong phòng chống sốt xuất huyết - một trong mười bệnh truyền nhiễm có tỉ lệ mắc và tử vong cao nhất trong 10 năm trở lại đây. "_Tiến sĩ Lê Hữu Thọ, Phó giám đốc sở Y tế Khánh Hòa.[6]
- "... các nhà khoa học trên thế giới đã nghiên cứu lai tạo được loại muỗi Aedes aegypti mang vi khuẩn Wolbachia. Kết quả nghiên cứu cho thấy, khi bị nhiễm Wolbachia, muỗi Aedes aegypti bị giảm tuổi thọ và ức chế được sự nhân lên của virus Dengue gây bệnh. Do vậy, dù có chích người mắc bệnh rồi sau đó chích người khỏe mạnh, muỗi mang Wolbachia hầu như không truyền bệnh... Khả năng xảy ra các tác động không mong muốn là rất thấp và không đáng phải lo ngại... Australia là quốc gia đầu tiên trên thế giới triển khai dự án thả muỗi vằn đã nhiễm vi khuẩn Wolbachia vào cộng đồng. Việt Nam là quốc gia thứ hai thử nghiệm dự án này."_Tiến sĩ (TS) Trần Như Dương - Phó Viện trưởng Viện Vệ sinh dịch tễ Trung ương.